# ゴイシツバメシジミ
ゴイシツバメシジミ（碁石燕小灰蝶・Shijimia moorei）は、チョウ目シジミチョウ科のチョウの一種。
1973年に熊本県の市房山で発見され、1975年には、日本国の天然記念物（種指定、地域定めず）に指定された。また、1996年には、国内希少野生動植物種（種の保存法）にも指定されている。

## 特徴
羽の表面は黒褐色、裏面はツバメシジミの翅にゴイシシジミの斑紋を乗せたような模様のチョウである。ただ、ゴイシシジミはカニアシシジミ亜科に属するので近縁種ではない。本種にもっとも近縁な種はツバメシジミやタイワンツバメシジミである。

## 生態
幼虫の食草はシシンラン（イワタバコ科）。ただし、葉ではなく花を食べる。成虫はアカメガシ、ノリウツギ、キツネノボタンなどの花の蜜を吸う。初夏から夏にかけて発生。越冬態は幼虫。
主に森林に生息するが、これは食草の制約であって本種の生態はゼフィルスではない。
日本国内では熊本県、宮崎県と奈良県にのみ生息する。天然記念物なのでもちろん採集はできない。国外では中国や台湾、インドのアッサム地方などにも生息している。